# Fierar betonist

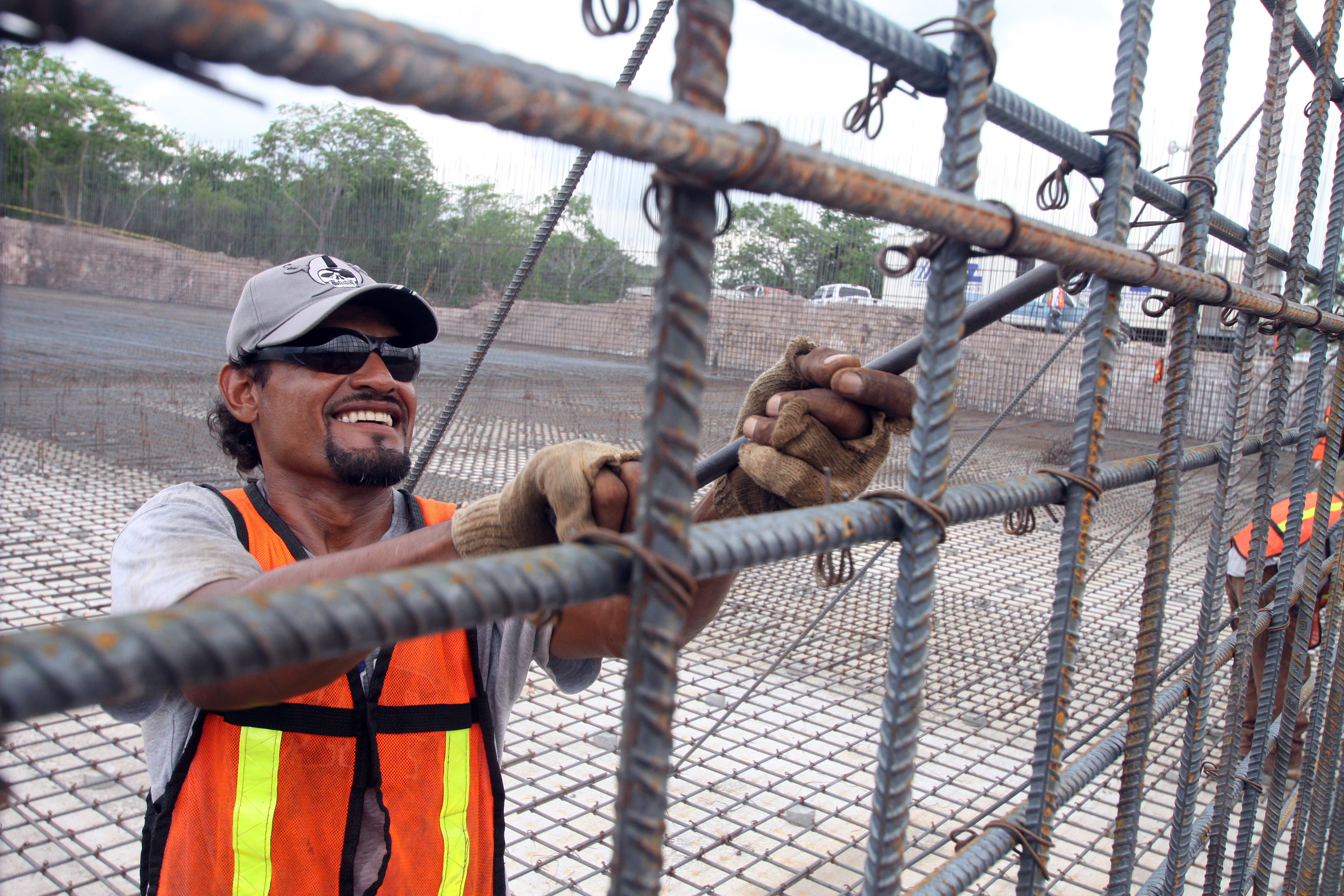

Profesia de fierar-betonist este des întâlnită în activitatea de construcții, în cadrul unor companii care execută lucrări de construcții civile, industriale, drumuri și poduri etc.

## Meseria de fierar betonist
Activitatea fierarului-betonist se desfășoară în echipă, sub îndrumarea și supravegherea unui șef de echipă. Acesta lucrează în ateliere sau spații special amenajate pentru pregătirea și fasonarea oțelului beton sau pe șantiere de construcții, la locul de punere în operă a materialelor. Lucrările se execută în baza unor regulamente stricte, respectându-se toate normele de protecție a muncii. Atunci când natura lucrării efectuate impune, fierarul betonist colaborează cu alte categorii de muncitori precum: sudori, dulgheri, betoniști.

## Activitatea unui fierar-betonist
Fierarul betonist are obligația de a urma cu strictețe cerințele stipulate în proiectul de execuție a lucrării. Acesta manipulează materialele necesare pentru activitățile curente de muncă și le transportă, în majoritatea cazurilor pe distanțe mici, prin purtare directă de la locurile în care sunt aduse, cu mijloace de transport și de ridicare a sarcinilor. Fierarii betoniști care fixează materialele în dispozitivele de prindere ale utilajelor pentru transport la înălțime sau pe orizontală sunt instruiți și autorizați ca legători de sarcină.

## Cum te autorizezi ca fierar-betonist?
Pentru a putea profesa ca specialist în una dintre meseriile mai sus menționate este necesară o calificare în domeniu. Calificarea constă în pregătirea profesională într-un domeniu anume și încheierea unui act adițional la contractul individual de muncă 
Calificarea constă în pregătirea profesională într-un domeniu anume. Pentru a putea obține o calificare în meseria de fierar betonist este necesară urmarea unor cursuri de calificare, în scopul acumulării competențelor profesionale. Competențele profesionale se dobândesc: 
- pe cale formală, prin acumulare de competențe în clasă. Metoda presupune participarea la programele de formare profesională organizate de un furnizor de formare profesională autorizat de ANC, în urma căruia se primește un Certificat de Calificare [2];
- pe cale informală, prin studiu individual, cursuri online și acumularea experienței în domeniul de interes. Dacă urmezi un curs online vei primi o Diplomă de absolvire. Dacă ai deja experiență, atunci poți aplica pentru evaluarea competențelor profesionale, în urma căreia vei primi un Certificat de Competențe Profesionale.

Pentru înscrierea la cursurile de calificare se recomandă o grijă aparte în alegerea furnizorului de servicii. Firmele trebuie să funcționeze ca entități juridice autorizate de Ministerul Muncii, Ministerul Educației Arhivat în 26 iunie 2015, la Wayback Machine. și ANC Arhivat în 26 iunie 2015, la Wayback Machine.. În caz contrar, nu se pot elibera certificate recunoscute național și internațional.
Pentru înscrierea la cursurile de calificare profesională sunt necesare: 

- copie după actul de identitate
- copie după certificatul de naștere
- copie după certificatul de căsătorie
- copie act de studii [3]